# 포켓몬 심포닉 메들리/GLORY DAY
〈포켓몬 심포닉 메들리 ~POKÉMON SYMPHONIC MEDLEY~/GLORY DAY (빛나는 그 날)〉(일본어: ポケモンシンフォニックメドレー 〜POKÉMON SYMPHONIC MEDLEY〜/GLORY DAY 〜輝くその日〜 ポケモンシンフォニックメドレー/グローリー・デイ 〜かがやくそのひ〜[*])는 가든의 싱글이다.

## 내용
〈포켓몬 심포닉 메들리 ~POKÉMON SYMPHONIC MEDLEY~〉는 TV 도쿄계 《포켓몬스터 AG》의 오프닝 테마이고, 〈GLORY DAY (빛나는 그 날)〉은 엔딩 테마이다.

## 수록곡
1. 포켓몬 심포닉 메들리 ~Pokémon Symphonic Medley~(ポケモンシンフォニックメドレー 〜Pokémon Symphonic Medley〜)
어드밴스 어드벤처→챌린저!!→Ready Go!→폴카·춤·출까→그 곳에 하늘이 있으니까→노려라 포켓몬 마스터</ref>
  - MUSIC: HIROKAZU TANAKA / KAZUMI MITOME, ARRANGEMENT & ALL INSTRUMENTS: KAZUMI MITOME
2. GLORY DAY (빛나는 그 날)(GLORY DAY 〜輝くその日〜)
  - 노래: 가든
  - 작사: 가든, 피카츄 학예부, 작곡 · 편곡: 가든
3. 스마일 (피아노, 스트링스 쿼르테트 VER.)(スマイル〜ピアノ&ストリングス・カルテットVER.〜
  - 작사 · 작곡: 에자키 토시코
4. 스마일 (피아노 인스트 VER.)(スマイル〜ピアノ・インストVER.〜)
  - 작사 · 작곡: 에자키 토시코
5. GLORY DAY (빛나는 그 날) (POWER-MIX VER.)
  - 작사: 가든, 피카츄 학예부, 작곡 · 편곡: 가든
6. 그 곳에 하늘이 있으니까 (오르골 VER.)(そこに空があるから〜オルゴールVER.〜)
  - 작곡: 미토메 카즈미

| TV 애니메이션 《포켓몬스터 AG》 오프닝 테마 2004년 12월 2일(105화) ~ 2005년 7월 7일(134화) |                                                     |                                                    |
| 이전 곡: 마츠모토 리카 〈챌린저!!〉                                                        | 〈포켓몬 심포닉 메들리 ~POKÉMON SYMPHONIC MEDLEY~〉 | 다음 곡: 타카야 아키나 〈배틀 프런티어〉           |
| TV 애니메이션 《포켓몬스터 AG》 엔딩 테마 2004년 10월 21일(99화) ~ 2005년 6월 30일(133화)  |                                                     |                                                    |
| 이전 곡: 에자키 토시코 〈스마일〉                                                          | 가든 〈GLORY DAY (빛나는 그 날)〉                   | 다음 곡: 카나자와 아키코 〈포켓몬 숫자 풀이 노래〉 |
| TV 애니메이션 《포켓몬스터 AG》 엔딩 테마 2005년 10월 27일(149화) ~ 2006년 4월 13일(172화) |                                                     |                                                    |
| 이전 곡: 카나자와 아키코 〈포켓몬 숫자 풀이 노래〉                                         | 가든 〈GLORY DAY (빛나는 그 날)〉                   | 다음 곡: 카오리 〈나, 지지 않아! (하루카의 테마)〉 |